# Palais d'Orsay
Palais d'Orsay byla administrativní budova v Paříži, která se nacházela na Quai d'Orsay.

## Historie
V roce 1810 se zde usídlila Státní rada, avšak stavba byla dokončena až v roce 1840. V roce 1842 se sem nastěhoval také Účetní dvůr.
V roce 1870 na konci druhého císařství zde sídlil provizorní výbor (15. března 1870 - srpen 1872), který nahradil Státní radu. Během Pařížské komuny byly knihovna, archiv a umělecké předměty 18. března 1871 převezeny do Versailles. Samotný palác vyhořel během bojů v noci z 23. na 24. května 1871 a už nebyl nikdy obnoven. Požár popisuje Émile Zola ve svém románu Rozvrat (1892).
Obnovená Státní rada v srpnu 1872 přesídlila do ulice Rue de Grenelle do Palais Royal, kde sídlí dodnes. Účetní dvůr se rovněž přestěhoval do Palais Royal a roku 1912 přesídlil do Palais Cambon, vybudovaného pro jeho potřeby. Prostranství po bývalém paláci Orsay koupila železniční společnost Compagnie Paris-Orléans, která na jeho místě vybudovala nádraží Orsay, ve kterém dnes sídlí Musée d'Orsay.